# Nathaniel Cartmell
Nathaniel John „Nate” Cartmell (ur. 13 stycznia 1883 w hrabstwie Union w stanie Kentucky, zm. 23 sierpnia 1967 w Forest Hills w Queens w Nowym Jorku) – amerykański lekkoatleta sprinter, czterokrotny medalista olimpijski.
Na igrzyskach olimpijskich w 1904 w Saint Louis Cartmell zdobył dwa srebrne medale w biegu na 100 metrów i biegu na 200 metrów. Oba razy przegrał ze swym rodakiem Archiem Hahnem, a wyprzedził innego Amerykanina Williama Hogensona. Startował także w biegu na 60 metrów, ale odpadł w repasażu. Między 1906 a 1908 trzykrotnie zdobywał akademickie mistrzostwo Stanów Zjednoczonych (IC4A) zarówno na 100 jardów, jak i na 220 jardów. Nie zdobył jednak nigdy mistrzostwa USA (AAU).
Na igrzyskach olimpijskich w 1908 w Londynie Cartmell zajął 3. miejsce w biegu na 200 metrów oraz 4. miejsce w biegu na 100 metrów, a także zwyciężył w sztafecie olimpijskiej, która składała się z biegów na odcinkach o długości kolejno 200 m + 200 m + 400 m + 800 m. Był to jedyny przypadek rozegrania tej konkurencji na igrzyskach olimpijskich. Zwycięska sztafeta amerykańska biegła w składzie William Hamilton, Nathaniel Cartmell, John Taylor i Mel Sheppard.
W 1909 Cartmell zwyciężył w mistrzostwach Wielkiej Brytanii (AAA) na 220 jardów oraz zajął 2. miejsce na 100 jardów za mistrzem olimpijskim Reggie Walkerem ze Związku Południowej Afryki. W sezonie 1909 przeszedł na zawodowstwo. Był zawodowym rekordzistą świata na 220 jardów w tym roku (21,5 s). Zakończył karierę biegacza w 1912 i poświęcił się pracy trenera.
Od 1909 trenował drużynę lekkoatletyczną University of North Carolina, a od 1910 także drużynę koszykarską tej uczelni. Przez cztery lata prowadził zespół koszykówki do 1914 osiągając 26 zwycięstw przy 23 porażkach. Odszedł po wykryciu, że nielegalnie grał hazardowo w kości z zawodowymi graczami.
Rekordy życiowe:
- 100 m – 11,0 s. (1908)
- 200 m – 21,5 s. (1907)

Cartmell nosił przydomek Bloody Neck (Krwawy kark), podobno od używanego przez niego angielskiego przekleństwa bloody ("cholerny") albo też ze względu na fakt, że w dzieciństwie wskutek wypadku stracił dwa i pół palca prawej ręki.